# Frémontiers
Frémontiers és un municipi francès situat al departament del Somme i a la regió dels Alts de França. L'any 2007 tenia 165 habitants.

## Demografia

### Població
El 2007 la població de fet de Frémontiers era de 165 persones. Hi havia 65 famílies de les quals 22 eren unipersonals (13 homes vivint sols i 9 dones vivint soles), 26 parelles sense fills, 13 parelles amb fills i 4 famílies monoparentals amb fills.
La població ha evolucionat segons el següent gràfic:

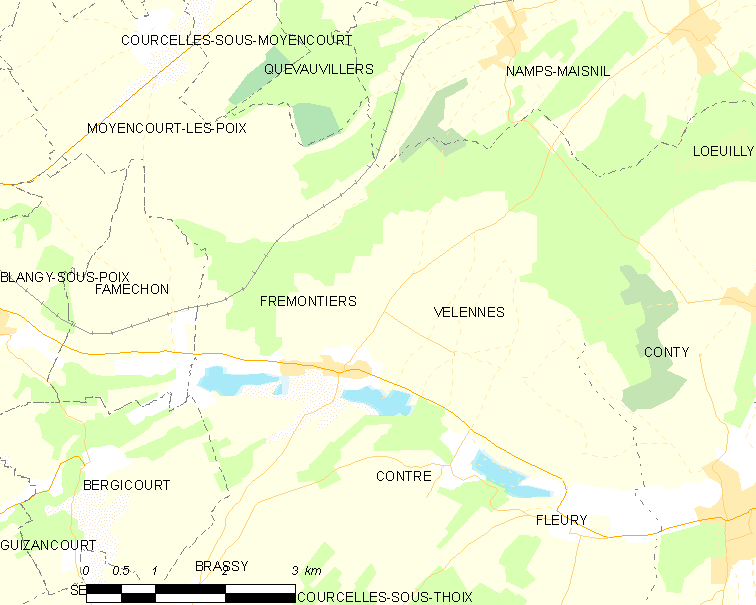
mapa municipi

Habitants censats

### Habitatges
El 2007 hi havia 83 habitatges, 71 eren l'habitatge principal de la família, 3 eren segones residències i 9 estaven desocupats. Tots els 82 habitatges eren cases. Dels 71 habitatges principals, 58 estaven ocupats pels seus propietaris i 13 estaven llogats i ocupats pels llogaters; 4 tenien dues cambres, 7 en tenien tres, 19 en tenien quatre i 42 en tenien cinc o més. 55 habitatges disposaven pel capbaix d'una plaça de pàrquing. A 37 habitatges hi havia un automòbil i a 26 n'hi havia dos o més.

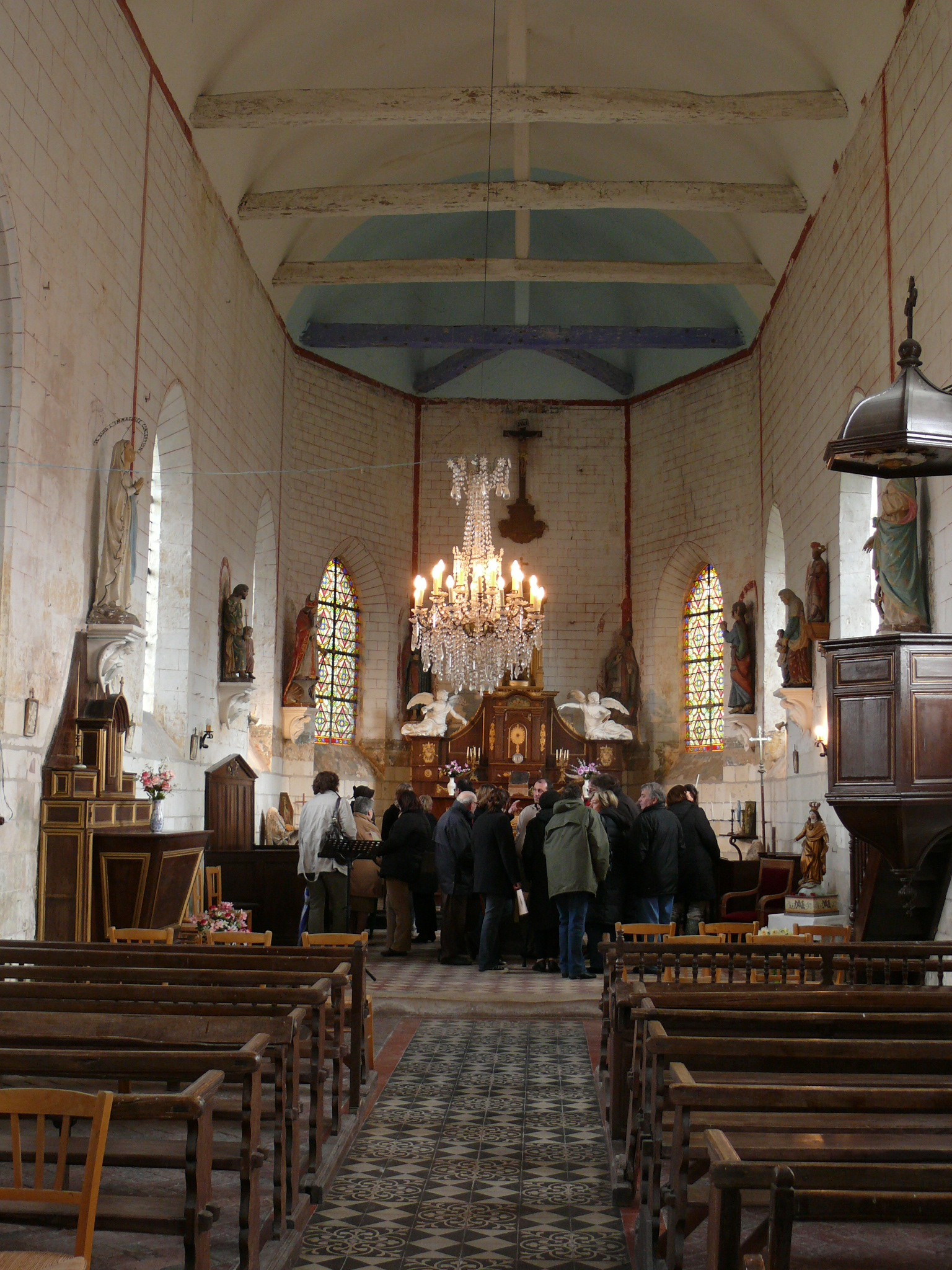
interior església

### Piràmide de població
La piràmide de població per edats i sexe el 2009 era:
| Homes | Edats   | Dones |
| ----- | ------- | ----- |
| 0     | 95 o +  | 0     |
| 0     | 90 a 94 | 4     |
| 4     | 85 a 89 | 0     |
| 4     | 80 a 84 | 4     |
| 0     | 75 a 79 | 0     |
| 4     | 70 a 74 | 0     |
| 0     | 65 a 69 | 8     |
| 8     | 60 a 64 | 4     |
| 0     | 55 a 59 | 0     |
| 8     | 50 a 54 | 0     |
| 12    | 45 a 49 | 16    |
| 8     | 40 a 44 | 0     |
| 8     | 35 a 39 | 8     |
| 8     | 30 a 34 | 4     |
| 0     | 25 a 29 | 4     |
| 8     | 20 a 24 | 8     |
| 12    | 15 a 19 | 4     |
| 0     | 10 a 14 | 8     |
| 4     | 5 a 9   | 12    |
| 0     | 0 a 4   | 8     |

## Economia
El 2007 la població en edat de treballar era de 105 persones, 80 eren actives i 25 eren inactives. De les 80 persones actives 69 estaven ocupades (38 homes i 31 dones) i 11 estaven aturades (4 homes i 7 dones). De les 25 persones inactives 10 estaven jubilades, 7 estaven estudiant i 8 estaven classificades com a «altres inactius».

### Ingressos
El 2009 a Frémontiers hi havia 69 unitats fiscals que integraven 159 persones, la mediana anual d'ingressos fiscals per persona era de 15.984 €.

### Activitats econòmiques
Dels 4 establiments que hi havia el 2007, 2 eren d'empreses de construcció, 1 d'una empresa de comerç i reparació d'automòbils i 1 d'una entitat de l'administració pública.
L'únic servei als particulars que hi havia el 2009 era un electricista.
L'any 2000 a Frémontiers hi havia 10 explotacions agrícoles que ocupaven un total de 415 hectàrees.

## Poblacions més properes

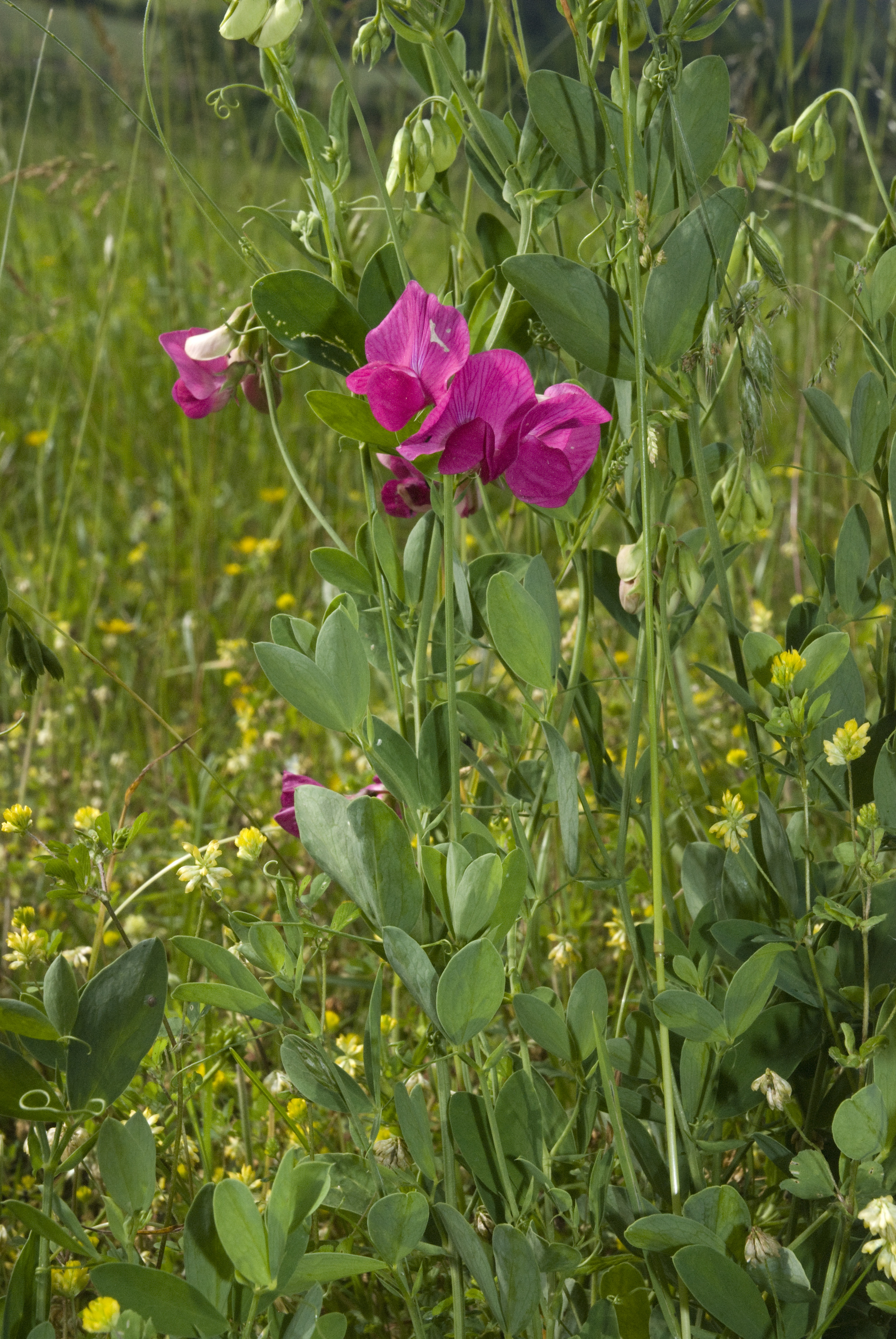

El següent diagrama mostra les poblacions més properes.